# Brisbane Entertainment Centre
Le Brisbane Entertainment Centre est une salle omnisports située dans la banlieue de Brisbane, en Australie. Elle abrite également un complexe sportif et de petites salles de réception qui peuvent être louées pour des réceptions de mariage et des événements professionnels.

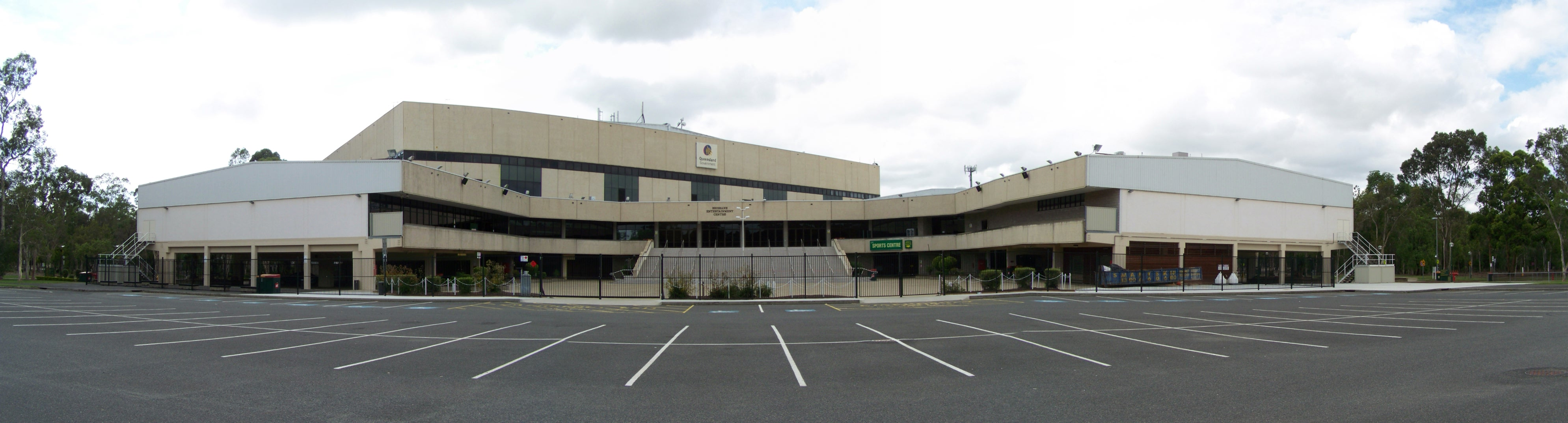
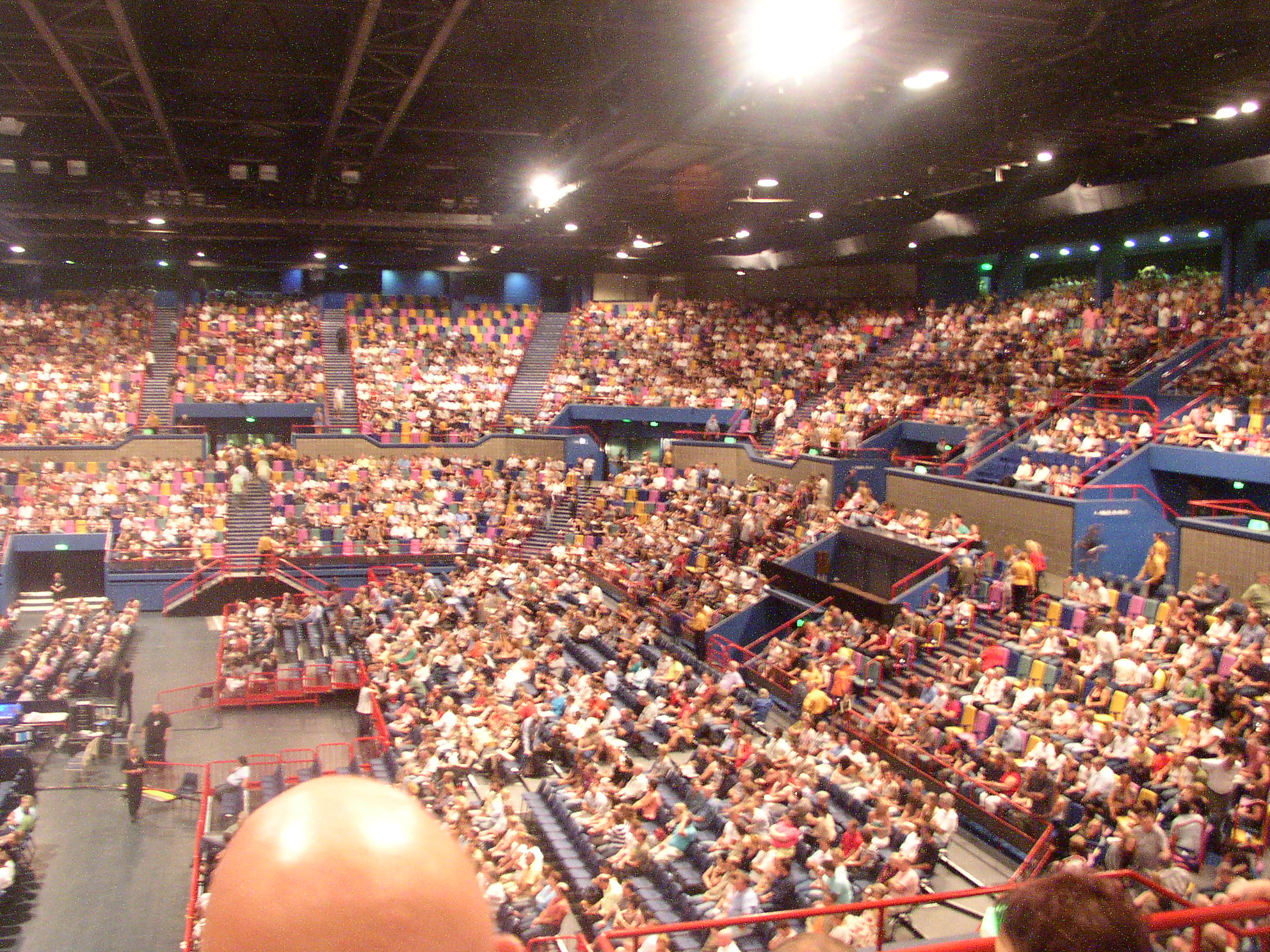
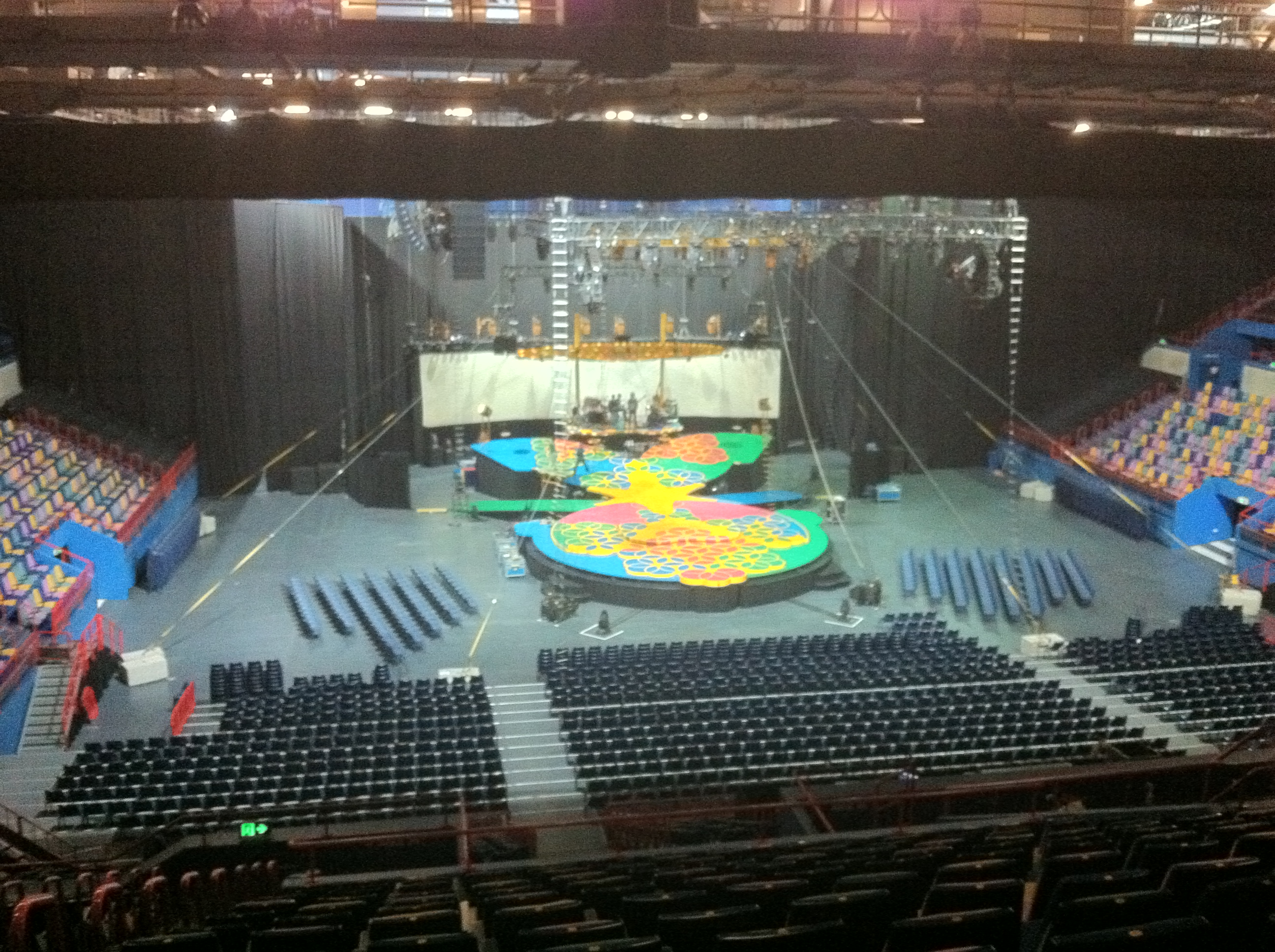

La grande capacité d'accueil du centre est principalement utilisée pour l'organisation de concerts et de spectacles de théâtre musical.
Le Brisbane Entertainment Centre devrait accueillir des épreuves des Jeux olympiques d'été de 2032.